# Andrej Jeglič
Andrej Jeglič, slovenski narodni delavec, * 22. november 1827, Podbrezje, † 13. maj 1894, Gorica.
Rodil se je v družini kmeta Valentina in kmetice Helene Jeglič. V Gorici se je okoli leta 1860 zaposlil kot deželni računovodja ter se vključil v slovensko javno življenje. Pridružil se je čitalniškemu gibanju, postal 1862 prvi tajnik goriške čitalnice in kasneje njen predsednik. Leta 1868 je podpisal vabilo za šempaski tabor in bil 1869 med soustanovitelji političnega društva Soča.